# LKFS
K-взвешенная громкость относительно цифровой полной шкалы (LKFS) — стандарт измерения громкости звука, предназначенный для нормализации уровня звука при передаче телевизионного и другого видео. Единицы громкости относительно цифровой полной шкалы (LUFS) — синоним LKFS, предложенный в EBU R 128. Единицы громкости (LU) — дополнительная единица измерения, описывающая перепады в уровне громкости.
LKFS стандартизирована в ITU-R BS.1770.
В отличие от других методов измерения уровня звука, LKFS лучше соответствует субъективному восприятию громкости человеком: чем больше LKFS, тем громче кажется звук; звуки с одинаковым LKFS воспринимаются человеком как имеющие одинаковую громкость. Это позволяет точнее нормализовать звуки из разных источников и избегать резких перепадов громкости.
Стандарт EBU R 128 расширяет ITU-R BS.1770 и устанавливает рекомендуемый уровень громкости −23 LUFS с допуском ±1 LU.
Американское общество звукоинженеров в стандарте AES TD1004.1.15-10 рекомендует для интернет-вещания придерживаться диапазона −20…−16 LUFS (в среднем −18 LUFS).
В 2015 году Минкомсвязь России утвердила рекомендации в области нормирования звука на ТВ, аналогичные EBU R 128, согласно которым громкость программы должна находиться на уровне около −23 LUFS. Этого уровня придерживаются федеральные телеканалы, в частности Первый канал, Россия-1 и ТВ Центр.